# Màlaia Djalgà
Màlaia Djalgà (en rus: Малая Джалга) és un poble del krai de Stàvropol, a Rússia, que el 2019 tenia 1.321 habitants. Pertany al districte rural de Dívnoie.